# Famechon (Somme)
Famechon ist eine nordfranzösische Gemeinde mit 277 Einwohnern (Stand 1. Januar 2022) im Département Somme in der Region Hauts-de-France. Die Gemeinde liegt im Arrondissement Amiens, ist Teil der Communauté de communes Somme Sud-Ouest und gehört zum Kanton Poix-de-Picardie.

## Geographie
Die von der früheren Route nationale 320 durchzogene Gemeinde mit einem Bahnhof der Bahnstrecke von Amiens nach Reims im Nordosten liegt an der Mündung des Flusses Poix in die Évoissons, rund vier Kilometer östlich von Poix-de-Picardie.

## Geschichte
In Famechon wurden 1972 Spuren bronzezeitlicher Besiedlung gefunden.

## Einwohner
| 1962 | 1968 | 1975 | 1982 | 1990 | 1999 | 2006 | 2010 |
| ---- | ---- | ---- | ---- | ---- | ---- | ---- | ---- |
| 161  | 184  | 171  | 191  | 187  | 173  | 220  | 236  |

## Sehenswürdigkeiten
- Archäologische Ausstellung in der alten Schule